# Forte Napoleone
Il forte Napoleone (in francese fort Napoléon) è un forte poligonale eretto nel 1811 da Napoleone Bonaparte a Ostenda, in Belgio.

## Storia

### Guerra della quinta coalizione
La Francia aveva occupato i Paesi Bassi austriaci tra il 1792 e il 1793 durante la campagna delle Fiandre delle guerre rivoluzionarie francesi. Durante la guerra della quinta coalizione, Napoleone Bonaparte prevedeva un attacco britannico dal mare al porto di Ostenda, perciò nel 1811 fece costruire da prigionieri spagnoli il forte tra le dune di sabbia vicino alla foce del porto. Tuttavia, l'attacco britannico non si materializzò e il forte venne utilizzato come alloggio per le truppe e come arsenale fino alla fine dell'occupazione francese nel 1814, quando fu abbandonato.

### Prima guerra mondiale
Durante la prima guerra mondiale, il forte fu utilizzato come alloggio per un quartier generale tedesco e decorato internamente con affreschi realizzati dal soldato tedesco Otto Pieper. Nelle vicinanze era stazionata la batteria di artiglieria costiera pesante "Hindenburg", che vi era stata trasferita dal forte Heppens di Wilhelmshaven nel 1915. Tale batteria era armata con quattro cannoni da 280 mm (11 pollici) risalenti al 1887, montati su torrette pesantemente corazzate poste su piattaforme di cemento semicircolari. Il forte fu preso dall'esercito belga nel 1918.

### Dalla seconda guerra mondiale a oggi
Il forte fu utilizzato anche come quartier generale dell'artiglieria tedesca durante la seconda guerra mondiale.

Dopo la guerra, fu utilizzato come museo e successivamente come area giochi per bambini, prima di cadere in rovina. Nel 1995, il forte passò sotto la tutela dell'ente nazionale per la protezione dei monumenti e, dopo il restauro realizzato dallo studio di architettura belga Govaert & Vanhoutte, fu aperto al pubblico nell'aprile del 2000.

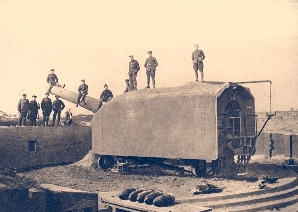
La batteria "Hindenburg" nel forte (1918).
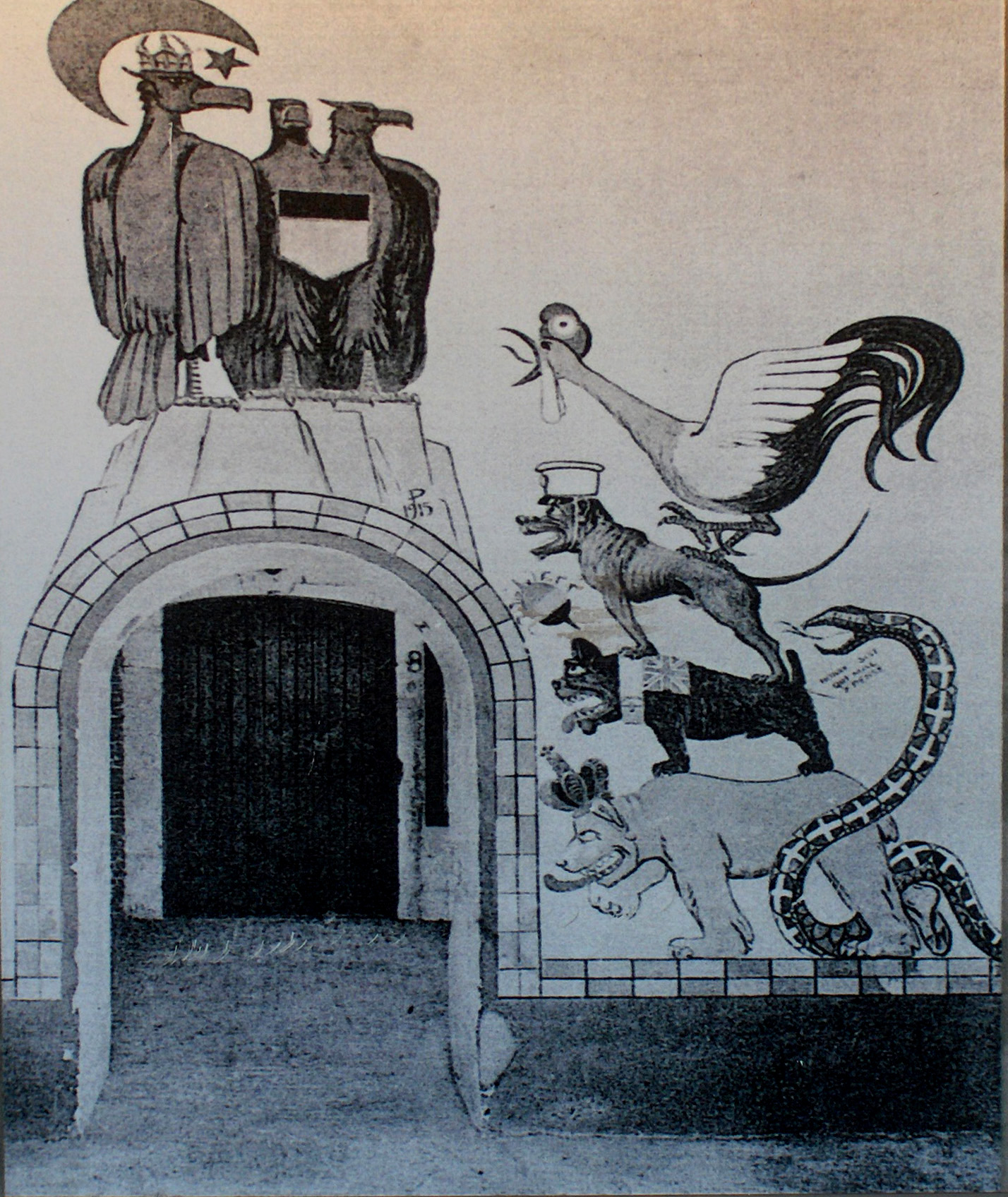
Affresco raffigurante i musicanti di Brema.
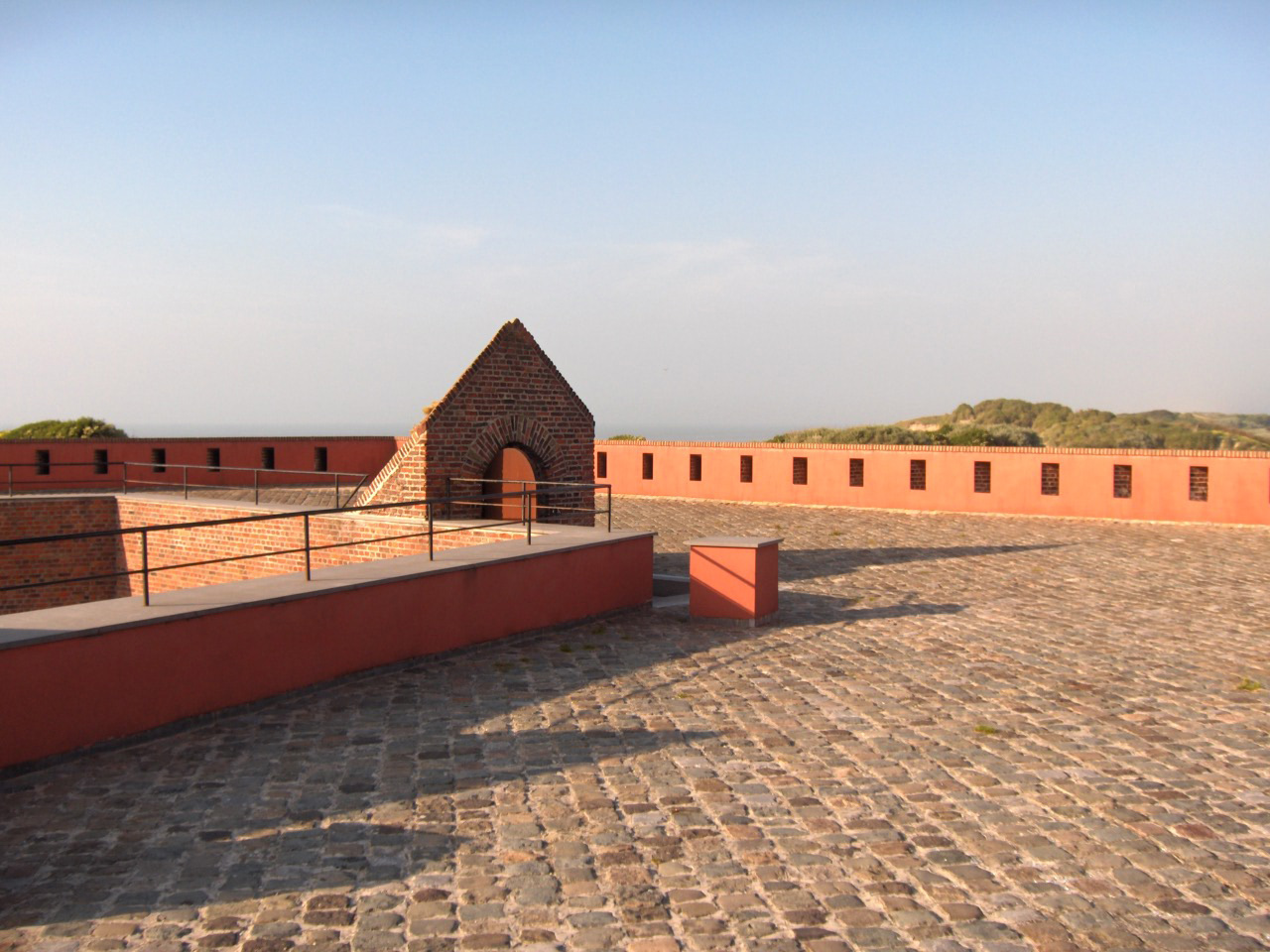
Il tetto dell'edificio.